# Charlotte Illinger
Charlotte Illinger (* 1994) ist eine deutsche Jazzmusikerin (Gesang, Komposition).

## Leben und Wirken
Illinger lernte als Kind zunächst klassisches Piano und Saxophon. Erst im Alter von 15 Jahren begann sie zu singen. Nach dem Abitur studierte sie Jazzgesang, zunächst an der ArtEZ Hogeschool voor de Kunsten im niederländischen Enschede. Nach einem Jahr wechselte sie nach Groningen ans Prins Claus Conservatorium, wo sie im Februar 2016 ihren Bachelorabschluss machte und mit J. D. Walter, Matt Wilson, Deborah Brown, Lewis Nash und Michael Mossman arbeitete. Anschließend absolvierte sie ein Masterstudium als Jazz Improvising Artist an der Folkwang Universität in Essen. Während des Studiums gehörte sie zum Jugendjazzorchester NRW (Triangle, 2014) und dann zum Bujazzo, mit dem sie auch Michael Villmows Verley uns Frieden aufführte.
2012 gründete Illinger bereits ihr Quartett mit dem Pianisten Jerry Lu, der Bassistin Caris Hermes und dem Schlagzeuger Niklas Walter. 2018 veröffentlichte sie mit dieser Band, unterstützt von Paul Heller, ihr Debütalbum But Beautiful bei Double Moon Records. Mit dem Orchester von Florian Raepke folgte 2025 das Album Young and Foolish beim Label JazzJazz, das den Vierteljahrespreis der Deutschen Schallplattenkritik erhielt: Selbst oft gehörte Evergreens böten in Raepkes zeitgenössischen Arrangements Illingers „mal weicher, mal rauher, doch stets passgenauer Stimme den perfekten musikalischen Rahmen.“ Sie ist weiterhin auf Ingo Marmullas Album Dialogues in Blue und auf The Very Thought of You (2021) mit der Florian Raepke Big Band zu hören.

## Preise und Auszeichnungen
2017 errang Illinger beim Sparda Jazz Award mit ihrem Quartett den 3. Preis sowie den 1. Preis des Haestens Jazz Award. Für ihr Stück „Take a Breath“ erhielt sie 2021 den CJS-Kompositionspreis.